# Route 206 (Nouvelle-Écosse)
Pour les articles homonymes, voir Route 206.
La route 206 est une route secondaire de la Nouvelle-Écosse d'orientation sud-nord principalement, desservant la région de l'Isle Madame, dans l'est de la province. Elle traverse une région principalement boisée et aquatique alors qu'elle suit la côte de l'océan Atlantique. De plus, elle mesure 12 kilomètres, et est une route pavée sur toute
sa longueur.

## Tracé
La 206 débute à Martinique, à l'entrée de l'Isle Madame, sur la route 320. Elle commence par se diriger vers le sud pendant environ 7 kilomètres, jusqu'à West Arichat, où elle bifurque vers l'est pour toujours suivre la côte de l'océan. Elle se termine à Arichat, 5 kilomètres à l'est, à nouveau sur la route 320.

## Intersections principales
| Route 206         |            |    |                                                 |                          |
| Comté             | Location   | km | Intersection/Destinations                       | Notes                    |
| Comté de Richmond | Martinique | 0  | R-320, Rocky Bay,Port Hawkesbury, Saint-Peter's | Extrémité nord de la 206 |
| Comté de Richmond | Arichat    | 12 | R-320 nord, Little Anse, Pondville              | extrémité est de la 206  |